# The Channings
The Channings é um filme mudo do gênero policial produzido no Reino Unido e lançado em 1920.